# Temur Kecbaia
Temur Kecbaia (gru. თემურ ქეცბაია) (Gale, Abhazija, 18. ožujka 1968.) je gruzijski nogometni trener i umirovljeni nogometaš. Igrao je i vodio gruzijsku nogometnu reprezentaciju i nastupao za mnoge europske klubove kao Dinamo Tbilisi, Anorthosis, AEK, Newcastle United, Wolverhampton Wanderers i Dundee. 

## Nogometna karijera
Temur Kecbaia je svoju nogometnu karijeru započeo u mlađim uzrastima klubu FK Dinamo Suhumi 1986., a godinu poslije prelazi u FK Dinamo Tbilisi. Tu svojom igrom biva zapažen od klupskog seniorskog trenera u čiju je momčad prešao 1987. i igrao u njoj punih pet godina. U svoja 104 nastupa sa seniorsku momčad Dinamo Tbilisija ostvario je 23 pogotka. 1992. zapeo je treneru Anorthosisa za oko, te je 1. kolovoza 1992. potpisao ugovor na dvije godine. Svojom dobrom igrom u Anorthosisu (36 zgoditaka u 76 utakmica) menadžer Atenskog prvoligaša Fernando Santos potpisao je 1. kolovoza 1994. ugovor s Ketsbaijem na tri godine. 7. lipnja 1997. odlazi u Newcastle na posudbu. Tamo je u svom prvom nastupu u Ligi prvaka zabio i prvi pogodak. Ipak 2000. napušta St. James Park te za 900.000 £ prelazi u Wolverhampton Wanderers. 17. listopada 2001. je za 500.000 £ potpisao ugovor na 8 mjeseci sa škotskim Dundeejem, gdje je igrao sa svojim sunarodnjakom Zurabom Khizanishvilijem te u 22 nastupa 6 puta zatresao protivničku mrežu. Nakon isteka ugovora, vraća se u Anorthosis, gdje 10. lipnja 2002. potpisuje ugovor na četiri godine.

## Trenerska karijera

### Anorthosis Farmagusta i Olympiakos
Trenersku je karijeru započeo ondje gdje je nogometnu završio, u Anorthosisu, gdje je punih pet godina vodio klub. U 54. izdanju Lige prvaka došao je s klubom prošao tri pretkola, ali zadnjim mjestom u grupi ispao iz borbe za osminu finala. Pobjedom 3:0 nad Azerbajdžanskim Pjunikom prošao je u 2, pretkolo, gdje je pobijedio bečki Rapid. U 3. pretkolu napravio je senzaciju i pobijedio grčki Olympiacos 3:1 i doveo momčad u skupinu B, gdje je s jednom pobjedom, tri neriješene utakmice i dva poraza osvojio šest bodova dovoljnih za posljednje mjesto na tablici. 
| Momčad               | Uta. | Pob. | Izj. | Por. | PoG. | PrG. | GR | Bod. |
| -------------------- | ---- | ---- | ---- | ---- | ---- | ---- | -- | ---- |
| Panathinaikos        | 6    | 3    | 1    | 2    | 8    | 7    | +1 | 10   |
| Inter                | 6    | 2    | 2    | 2    | 8    | 7    | +2 | 8    |
| Werder Bremen        | 6    | 1    | 4    | 1    | 7    | 9    | -2 | 7    |
| Anorthosis Famagusta | 6    | 1    | 3    | 2    | 8    | 8    | +1 | 6    |

|                      | ANO | INT | PAN | BRM |
| -------------------- | --- | --- | --- | --- |
| Anorthosis Famagusta | –   | 3-3 | 3-1 | 2-2 |
| Internazionale       | 1-0 | -   | 0-1 | 1-1 |
| Panathinaikos        | 1-0 | 0-2 | -   | 2-2 |
| Werder Bremen        | 0-0 | 2-1 | 0-3 | –   |

### Gruzijska reprezentacija

#### Kvalifikacije za EURO 2012.
Nakon jedne sezone u Olympiakosu, 1. siječnja 2010. Temuri Ketsbaia postaje trener gruzijske nogometne reprezentacije. 2010. godina bila je najbolja godina za gruzijsku reprezentaciju, jer nije izgubila niti jednu prijateljsku i kvalifikacijsku utakmicu. Na kvalifikacijama za Europsko prvenstvo u nogometu 2012. završio je u skupini F s Grčkom, Hrvatskom, Izraelom, Latvijom i Maltom. Najveća pobjeda je bila 1-0 nad Hrvatskom, koja je ostvarena zahvaljujući dobroj postavi igrača, kojom je Kecbaia stekao naklonost gruzijskih medija. Iako je gruzijska reprezentacija tad igrala svoj najbolji nogomet, završila je na petom mjestu na tablici i nije se plasirala na europsko prvenstvo. 
| Momčad   | Uta. | Pob. | Izj. | Por. | PoP | PrP | RP  | Bod. |
| -------- | ---- | ---- | ---- | ---- | --- | --- | --- | ---- |
| Grčka    | 10   | 7    | 3    | 0    | 14  | 5   | +9  | 24   |
| Hrvatska | 10   | 7    | 1    | 2    | 18  | 7   | +11 | 22   |
| Izrael   | 10   | 5    | 1    | 4    | 13  | 11  | +2  | 16   |
| Latvija  | 10   | 3    | 2    | 5    | 9   | 12  | -3  | 11   |
| Gruzija  | 10   | 2    | 4    | 4    | 7   | 9   | -2  | 10   |
| Malta    | 10   | 0    | 1    | 9    | 4   | 21  | -7  | 1    |

| Hrvatska | —   | 2:1 | 0:0 | 3:1 | 2:0 | 3:0 |
| Gruzija  | 1:0 | —   | 1:2 | 0:0 | 0:1 | 1:0 |
| Grčka    | 2:0 | 1:1 | —   | 2:1 | 1:0 | 3:1 |
| Izrael   | 1:2 | 1:0 | 0:1 | —   | 2:1 | 3:1 |
| Latvija  | 0:3 | 1:1 | 1:1 | 1:2 | —   | 2:0 |
| Malta    | 1:3 | 1:1 | 0:1 | 0:2 | 0:2 | —   |

| 3. rujna 2010. 21:45 (UTC+3) |             |            |                                                                            |
| Grčka                        | 1 : 1       | Gruzija    | Stadion Karaiskakis, Pirej Broj gledatelja: 5 000 Sudac: Carlos Clos Gómez |
| Spiropoulos 72'              | (izvještaj) | Iašvili 3' | Stadion Karaiskakis, Pirej Broj gledatelja: 5 000 Sudac: Carlos Clos Gómez |

| 7. rujna 2010. 21:00 (UTC+4) |             |        |                                                                               |
| Gruzija                      | 0 : 0       | Izrael | Stadion Borisa Paichadzea, Tbilisi Broj gledatelja: 3 000 Sudac: Sascha Kever |
|                              | (izvještaj) |        | Stadion Borisa Paichadzea, Tbilisi Broj gledatelja: 3 000 Sudac: Sascha Kever |

| 12. listopada 2010. 20:00 (UTC+3) |             |             |                                                                    |
| Latvija                           | 1 : 1       | Gruzija     | Stadion Skonto, Riga Broj gledatelja: 4 330 Sudac: Manuel De Sousa |
| Cauņa 90+1'                       | (izvještaj) | Siradze 74' | Stadion Skonto, Riga Broj gledatelja: 4 330 Sudac: Manuel De Sousa |

| 26. ožujka 2011. 21:00 (UTC+4) |             |          |                                                                                     |
| Gruzija                        | 1 : 0       | Hrvatska | Stadion Borisa Paichadzea, Tbilisi Broj gledatelja: 54 500 Sudac: Paolo Tagliavento |
| Kobiašvili 90'                 | (izvještaj) |          | Stadion Borisa Paichadzea, Tbilisi Broj gledatelja: 54 500 Sudac: Paolo Tagliavento |

| 29. ožujka 2011. 21:05 (UTC+2) |             |         |                                                                           |
| Izrael                         | 1 : 0       | Gruzija | Stadion Bloomfield, Tel Aviv Broj gledatelja: 13 716 Sudac: Fredy Fautrel |
| Ben Haim 59'                   | (izvještaj) |         | Stadion Bloomfield, Tel Aviv Broj gledatelja: 13 716 Sudac: Fredy Fautrel |

| 3. lipnja 2011. 20:00 (UTC+2) |             |             |                                                                         |
| Hrvatska                      | 2 : 1       | Gruzija     | Stadion Poljud, Split Broj gledatelja: 28 000 Sudac: Stefan Johannesson |
| Mandžukić 76' Kalinić 78'     | (izvještaj) | Kankava 17' | Stadion Poljud, Split Broj gledatelja: 28 000 Sudac: Stefan Johannesson |

| 6. rujna 2011. 20:30 (UTC+2) |             |             |                                                                       |
| Malta                        | 1 : 1       | Gruzija     | Stadion Ta'Qali, Ta'Qali Broj gledatelja: 5 000 Sudac: Pol van Boekel |
| Mifsud 25'                   | (izvještaj) | Kankava 15' | Stadion Ta'Qali, Ta'Qali Broj gledatelja: 5 000 Sudac: Pol van Boekel |

| 11. listopada 2011. 21:00 (UTC+4) |             |                            |                                                                              |
| Gruzija                           | 1 : 2       | Grčka                      | Stadion Mihajla Meškog, Tbilisi Broj gledatelja: 7 824 Sudac: Daniele Orsato |
| Targamadze 19'                    | (izvještaj) | Fotakis 79' Charisteas 85' | Stadion Mihajla Meškog, Tbilisi Broj gledatelja: 7 824 Sudac: Daniele Orsato |

## Vanjske poveznice
- Temur Kecbaia igračke statistike (engl.)
- Where are they now – Temur Kecbaia  Arhivirana inačica izvorne stranice od 11. svibnja 2006. (Wayback Machine) (engl.)
- Temur Ketsbaia na National-Football-Teams.com (engl.)